# L'Art du facteur d'orgues
L'Art du facteur d'orgues est un ouvrage écrit par le moine bénédictin et facteur d'orgues Dom Bédos de Celles, et publié à Paris de 1766 à 1778. 
Il est considéré comme un ouvrage de référence dans le domaine de l'orgue. Il a été réédité en 1849 sous le titre Nouveau Manuel complet du facteur d'orgues. 
Ce traité est notamment utilisé pour la restauration des orgues anciennes.

## L'ouvrage
L'ouvrage appartient à la collection Descriptions des arts et métiers faites ou approuvées par Messieurs de l'Académie Royale des Sciences. Il est découpé en quatre parties.
La partie I contient 142 pages, 6 chapitres et est publiée en 1766. Les parties II (pages 144 à 479, 11 chapitres) et III (pages 482 à 536, 4 chapitres) sont publiées en un seul volume, publié en 1770. La partie IV contient (pages 539 à 646, 7 chapitres) et a été publiée en 1778. Le dernier volume contient une table de matière alphabétique des matières et des termes (pages 647 à 669). On trouve ensuite une table des planches (pages 671 à 675).
L'ouvrage aborde dans la dernière partie le piano-forte, le clavecin et la vielle. 
Le traité comprend 137 planches gravées, numérotées de I à CXXXVII, réparties de la manière suivante : Planches I à C dans la première partie, LIII à LXXIX qui illustrent les parties II et III, Planches LXXX à CXXXVII dans la quatrième partie.

## Plan de l'ouvrage

### Volume 1 - Partie I
- Préface (p. i à xxvi) - Histoire abrégée de l'orgue - analyse de cet ouvrage.
- Table des chapitres et des sections
- Connaissance de l'orgue et des principes de sa mécanique (p. 2).
- Chapitre  I (p. 3) : Principales notions de la Méchanique & de la Statique.
  - Section I : Levier du premier genre (p. 3) - Planche I.
  - Section II : Levier du second genre (p. 5).
  - Section III : Levier du troisième genre (p. 5).
  - Section IV : Leviers contigus (p. 6).
  - Section V : De la direction des forces (p. 7)
  - Section VI : Des Poulies (p. 9).
- Chapitre  II (p. 11) : De la Menuiserie.
  - Section I : Définitions & constructions de plusieurs figures de Géométrie pratique (p. 11) - Planches II, III.
- Chapitre  III (p. 15) : Description des outils en usage dans la Facture de l'Orgue - Planches III à XIV.
- Chapitre  IV (p. 37) : Description de tous les Jeux d'Orgue.
  - Section I : Jeux à bouche (p. 37) - Planches XV à XVI.
  - Section II : Description des Jeux d'Anche (p. 51) - Planches XVII à XVIII.
- Chapitre V (p. 58) : Diapasons des Jeux d'Orgue.
  - Section I : Diapasons des Jeux à bouche (p. 60) - Planches XVIII à XXVIII.
  - Section II : Diapasons des Jeux d'anche (p. 78) - Planches XIX à XXVIII.
- Chapitre VI (p. 85) : Description particulière de chaque pièce qui entre dans la composition de la Méchanique de l'Orgue.
  - Section I : Description des Buffets d'Orgue (p. 87) - Planches XXIX à XXXIII.
  - Section II : Du Sommier (p. 89).
  - Grand Sommier (p. 89) - Planches XXXIV à XXXVIII.
  - Sommier du Positif (p. 102) - Planche XXXVIII.
  - Section III : Les Claviers, l'Abrégé, les Tirants, les Pilotes tournants, les Balanciers (p. 104) - Planches XXXIX à XLVII.
  - Section IV : La Soufflerie & les Porte-vents Planches XXXVIII à XLIX.
  - Section V : Les deux Tremblants Planche XLIX.
  - Tremblant-doux
  - Section V : Description de tout l'ensemble de toutes les Pièces, Machines & Tuyaux dont l'Orgue est composé - Planches L à LII.
- Planches I à LII.

### Volume 2 - Partie II  - Pratique de la construction de l'Orgue
- Chapitre  I (p. 144) : Avis à ceux qui veulent faire construire un Orgue, aussi bien qu'aux Architectes & aux Menuiqiers, sur ce qui est de leur compétence respective par rapport à l'Orgue.
  - Section I (p. 145) : Avis aux Entrepreneurs d'un Orgue.
  - Section II (p. 146) : Avis particuliers au Menuisier au sujet d'un buffet d'orgue.
- Chapitre  II (p. 152) : Construction des Sommiers.
  - Section I (p. 152) : Instructions générales sur les sommiers.
  - Section II (p. 158) : Construction d'un grand Sommier.
  - Section III (p. 210) : Construction d'un Sommier pour un grand Positif.
  - Section IV (p. 215) : Construction du grand Sommier de Pédale.
  - Section V (p. 220) : Sommiers du Récit & de l'Echo.
  - Section VI (p. 224) : Réflexions sur les Sommiers décrits ci-dessus.
  - Section VII (p. 231) : Plusieurs autres Sommiers.
- Chapitre  III (p. 244) : Construction des Claviers, des Abrégés, des Tirants, des Pilotes tournants & des Balanciers.
  - Section I (p. 244) : Des Claviers à la main.
  - Section II (p. 259) : Construction des Abrégés.
  - Section III (p. 269) : Construction des Tirants, des Pilotes tournants & des Balancierss.
- Chapitre  IV (p. 273) : Construction de la Soufflerie & de tout ce qui en dépend.
  - Section I (p. 273) : Manière de construire un Soufflet.
  - Section II (p. 294) : Construction des Gosiers.
  - Section III (p. 295) : Construction des Grands Porte-vent.
  - Table de la grandeur des trous des Sommiers sur le premier C sol ut, seulement de certains Jeux, pour servir d'éléments aux règles des grossuers des Porte-vents.
  - Cinq règles pour trouver les grosseurs des grands Porte-vents.
  - Méthode pour faire d'extraction de la racine carrée.
- Chapitre  V (p. 306) : Construction des Tuyaux de bois.
- Chapitre  VI (p. 312) : Manière de fondre l'Étain & le Plomb, pour en faire des tables propres à faire tous les tuyaux de l'Orgue.
  - Section I (p. 312) : Connoître l'Etain & la manière de faire l'essai.
  - Section II (p. 315) : Construction du Fourneau, de la Table à fondre & de tout ce qui regarde la fonderie.
  - Section III (p. 320) : Manière de fondre & de couler en tables l'Etain et l'Etoffe.
- Chapitre  VII (p. 326) : Construction des Tuyaux de la Montre d'un Orgue.
  - Section I (p. 327) : Faire le plan & la distribution des tuyaux de la Montre.
  - Section II (p. 330) : Préparer les Tables d'étain pour les rendre prêtres à être rabotées.
  - Section III (p. 336) : Raboter et polir les Tuyaux.
  - Section IV (p. 337) : Faire les Ecussons, emboucher & finir les Tuyaux.
  - Poids de chaque tuyau d'une Montre d'Orgue (p. 349).
- Chapitre  VIII (p. 350) : Manière de construire les Tuyaux d'étain & d'étoffe de l'intérieur de l'Orgue.
  - Section I (p. 350) : Construction des Tuyaux à bouche.
  - Poids de plusieurs Jeux à bouche (p. 358) :
  - Section II (p. 359) : Construction des Jeux d'anche.
  - Numéros des anches pour différens Jeaux d'anche (p. 369).
  - Poids des Jeux d'anche (p. 378).
- Chapitre  IX (p. 379) : Manière de poser toutes les Machines & les Tuyaux de l'Orgue.
  - Section I (p. 380) : Comment il faut poser la Soufflerie avec tout ce qui l'accompagne.
  - Section II (p. 385) : Pour le grand Sommier, & ensuite les autres Sommiers.
  - Section III (p. 390) : Faire la distribution du vent de la Soufflerie aux layes des Sommiers.
  - Section IV (p. 393) : Poser les Claviers & les Abrégés.
  - Section V (p. 403) : Poser toutes les pièces pour faire jouer les Registres.
  - Faire jouer les registres des Pédales (p. 408).
  - Faire jouer les registres du Récit (p. 409).
  - Faire jouer les registres du Sommier du Positif (p. 410).
  - Faire jouer le Tremblant-fort et le Tremblant-doux (p. 412).
  - Section VI (p. 413) : Poser la Montre, y amener le vent & poser les tuyaux qui ne doivent pas jouer sur leur vent.
  - Section VII (p. 420) : Poser tous les autres tuyaux dans l'intérieur de l'Orgue.
- Chapitre  X (p. 425) : Faire parler les Tuyaux, faire la Partition, couper les Tuyaux en Ton, & manière d'accorder l'Orgue.
  - Section I (p. 425) : Faire parler les Tuyaux à bouche, les couper en ton, faire la partition & égaliser le son des Tuyaux.
  - Manière de faire la partition (p. 428).
  - Premier tableau des douze Quintes de la gamme chromatique, avec les semi-tons maximes, majeurs & mineurs qui les composent (p. 430).
  - Second tableau des douze tierces majeures comprises dans la gamme chromatique (p. 430).
  - Section II (p. 438) : Manière de faire parler, égaliser & accorder les Jeux d'anche.
  - Section III (p. 444) : Manière d'accorder l'Orgue.
- Chapitre  XI (p. 450) : Manière de relever un Orgue, d'y faire des augmentations & de l'entretenir.
  - Section I (p. 450) : Manière de relever ou de reposer un Orgue.
  - Section II (p. 460) : Manière des augmentations à un Orgue.
  - Section III (p. 463) : Entretien des Orgues.
  - Estimation des différentes Machines, Pièces & Jeux de l'Orgue (p. 465).
  - Noms des Jeux qui remplissent l'Orgue de l'Abbaye de Weingarthen en Suabe, dont la décoration extérieure est représentée dans la Planche LXXVII (p. 470).
  - Remarques sur certains Jeaux de cet Orgue (p. 472).
  - Réflexions sur les Orgues sans tuyaux apparents (p. 474).

### Volume 2 - Partie III
- Chapitre  I (p. 480) : Plusieurs devis d'Orgue.
- Chapitre  II (p. 496) : Manière de faire la vérification d'un Orgue.
- Chapitre  III (p. 514) : Avis à l'Organiste pour l'entretien & la conservation de l'Orgue.
- Chapitre  IV (p. 523) : Les principaux mélanges ordinaires des Jeux de l'Orgue.
- Planches de LIII à LXXIX.

### Volume 3 - Partie IV
- Chapitre  I (p. 539) : Des Orgues convenables dans des Chambres ou dans des Salles.
  - Section I (p. 539) : Composition d'un Orgue convenable dans un très vaste sallon & propre pour l'usage d'un grand concert.
  - Section II (p. 546) : Composition d'un Orgue moindre que le précédent pour une salle moins grande.
  - Section III (p. 547) : Composition d'un autre Orgue.
  - Section IV (p. 549) : Composition d'un autre Orgue moindre que le précédent.
  - Section V (p. 552) : Composition d'un autre Orgue.
  - Section VI (p. 554) : Composition d'un autre Orgue.
- Chapitre  II (p. 558) : Des Orgues en table.
  - Section I (p. 558) : Description d'un Orgue en table simple.
  - Section II (p. 560) : Description d'un Orgue en table à deux Jeux.
- Chapitre  III (p. 563) : Des Orgues à cylindres.
  - Section I (p. 563) : Description de la Serinette ordinaire, que l'on appelle aussi Turlutaine.
  - Section II (p. 567) : Manière de faire jouer une Serinette (ou même un Orgue un peu plus considérable) d'elle-même, au moyen d'un mouvement à roues & à ressort.
  - Section III (p. 572) : Des Orgues portatives à manivelle plus considérables.
  - Section IV (p. 574) : Construction d'un Orgue de 8 pieds, pour être joué par un Cylindre, sans avoir besoin d'un Organiste.
  - Section V (p. 589) : Construction d'un autre Orgue beaucoup moindre que le précédent, pour être également joué par un Cylindre.
  - Section VI (p. 590) : Moyen de faire jouer par un Cylindre & une manivelle, un Orgue déjà construit avec des claviers à l'ordinaire.
- Chapitre  IV (p. 593) : Manière de noter un Cylindre d'Orgue.
  - Section I (p. 593) : Description des outils nécessaire pour le notage des Cylindres. Des notions nécessaires sur la Musique, et premièrement de la valeur des notes.
  - Section II (p. 596) : De la Tonotechnie ou notage des cylindres.
  - Section III (p. 602) : Du détail des effets, avec l'explication des caractères que le Père Engramelle a imaginés pour les exprimer.
  - Section IV (p. 604) : Usage des principes précédents dans le notage des Cylindres.
  - Section V (p. 608) : Préparation pour le notage de la Barcelonnette.
  - Section VI (p. 613) : De la grosseur des Pointes.
  - Section VII (p. 615) : Du notage de la Romance de M. Balbastre.
- Chapitre  V (p. 634) : Organisation d'un Piano-Forte, imaginée & exécutée à Paris par M. Lépine, Facteur d'Orgues du Roi.
- Chapitre  VI (p. 640) : Organisation du Clavecin ordinaire.
- Chapitre  VII (p. 643) : Organisation de la Vielle.
- Table Alphabétique (p. 647-671) des Matières et des Termes contenus dans l'Art du Facteur d'Orgue.
- Table des Planches (p. 670-676).
- Planches LXXX à CXXXVII.

## Planches deL'art du facteur d'orgues

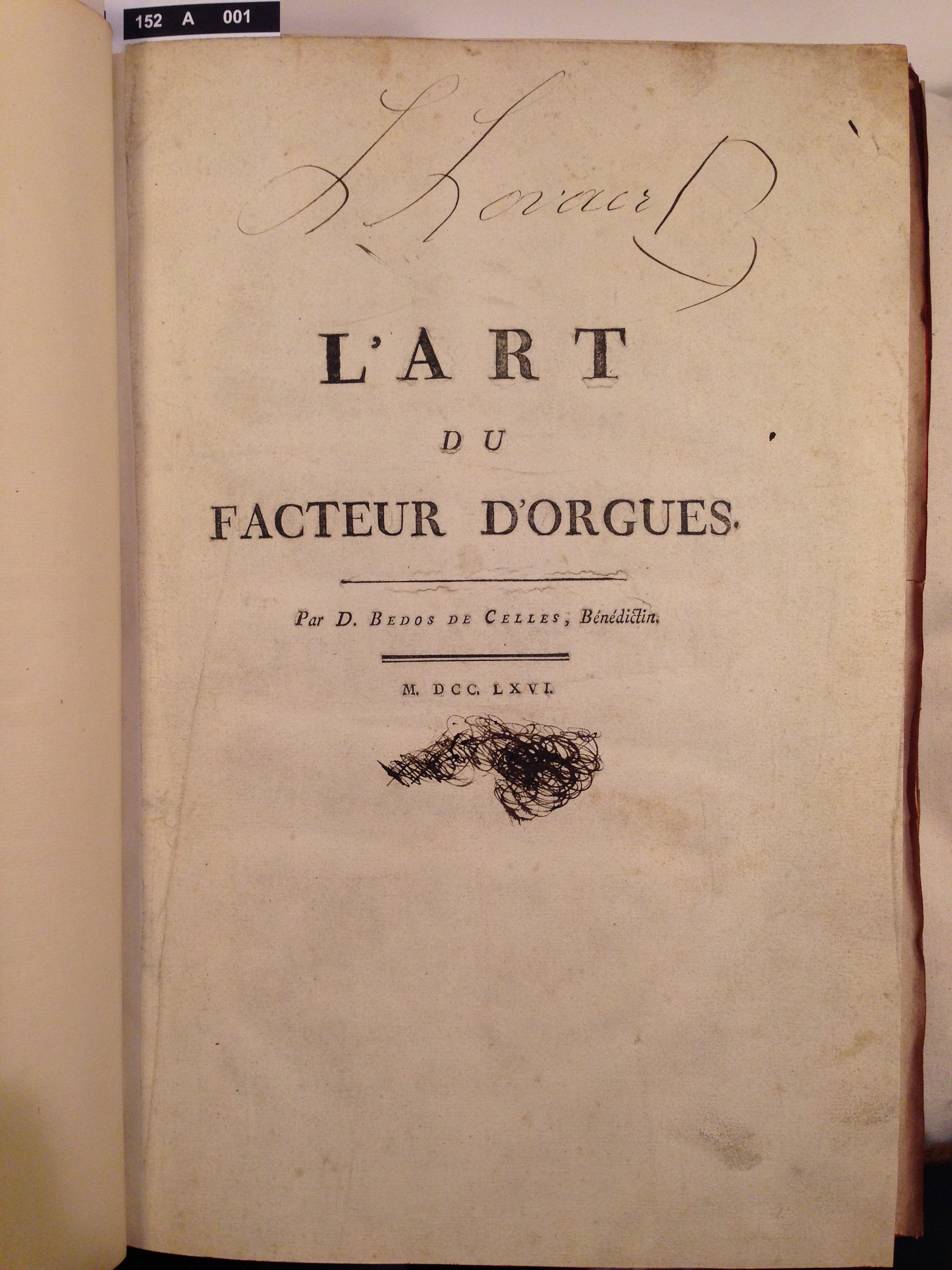
Page de titre
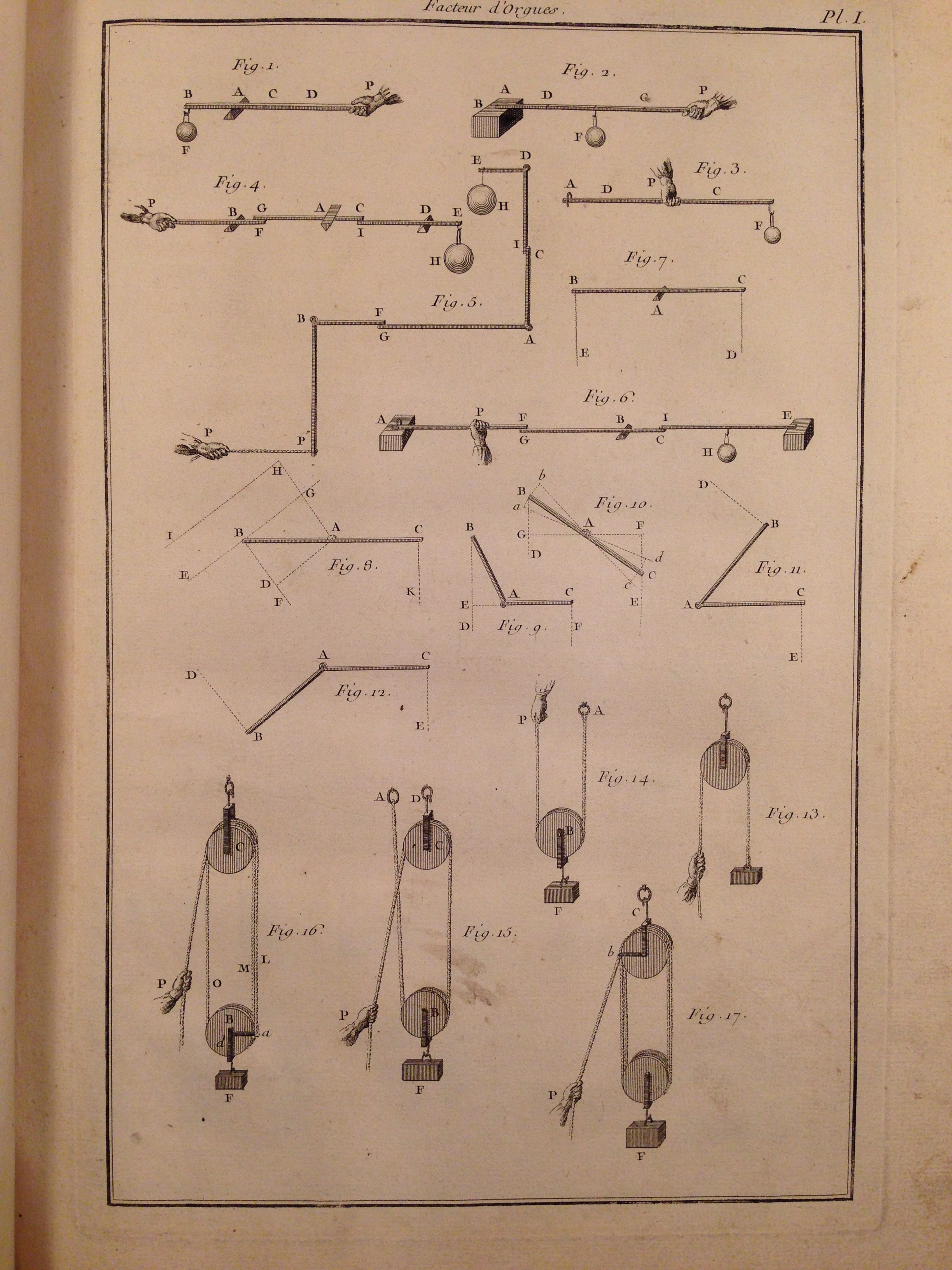
Planche I
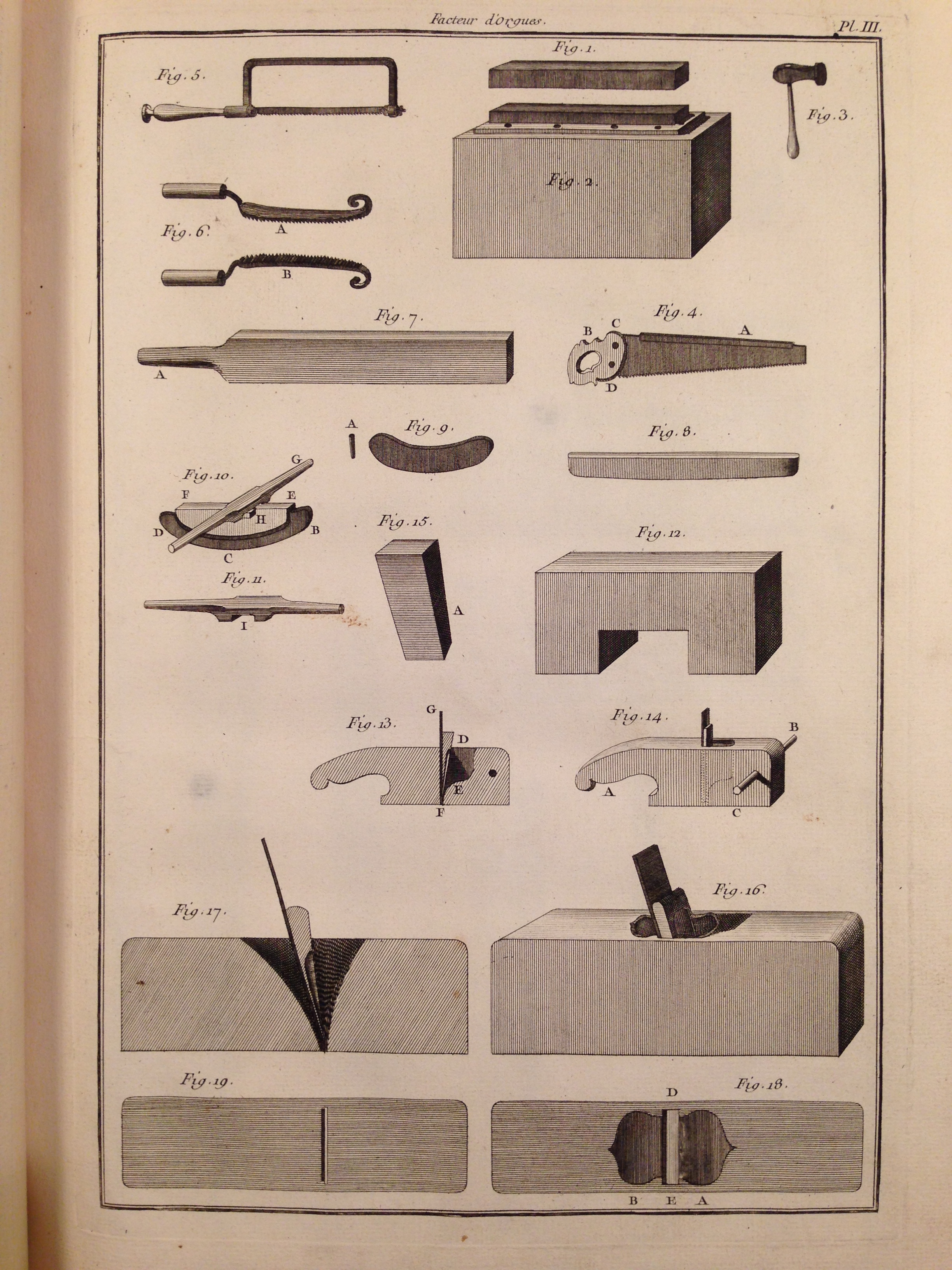
Planche III
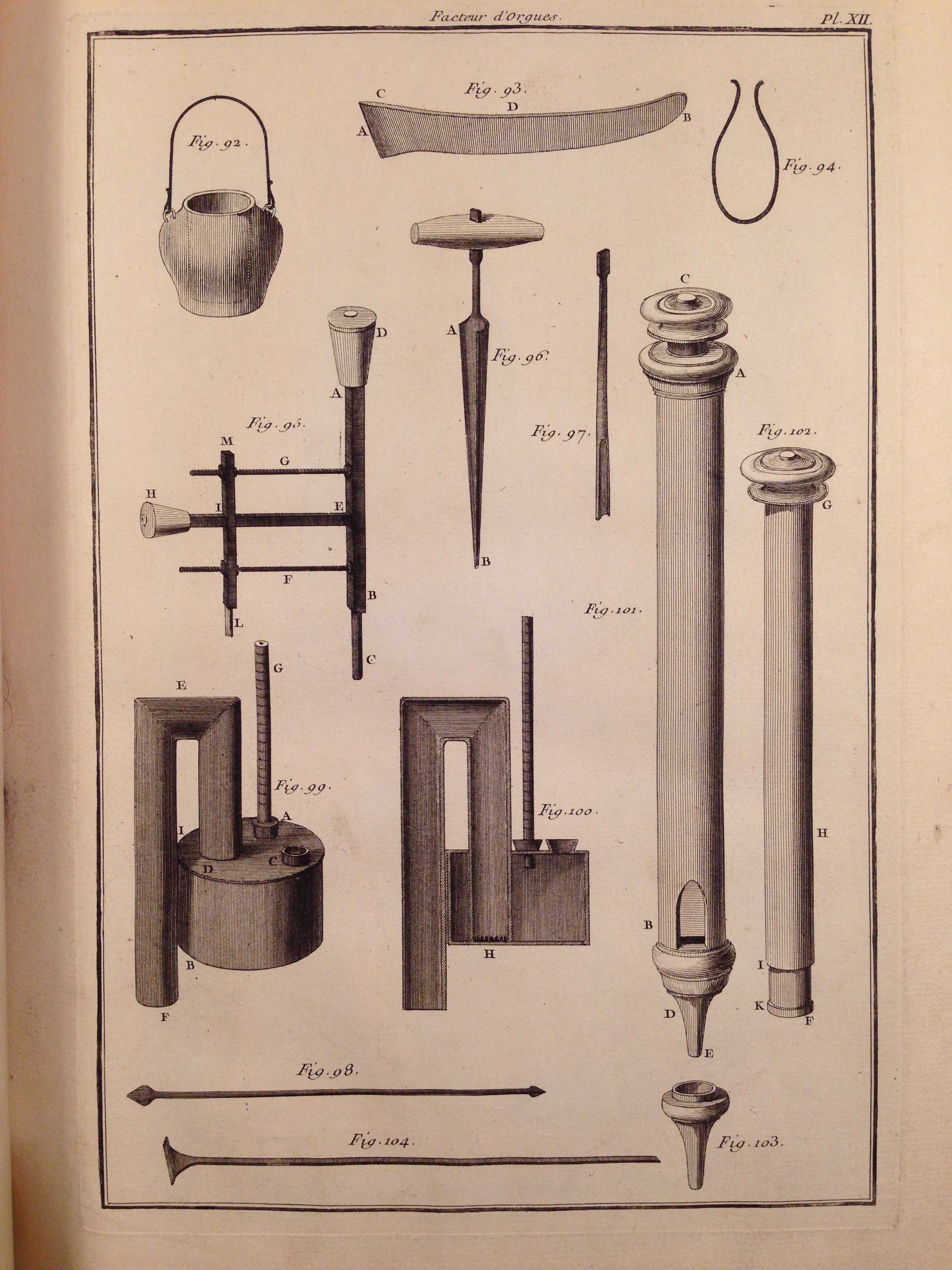
Planche XII
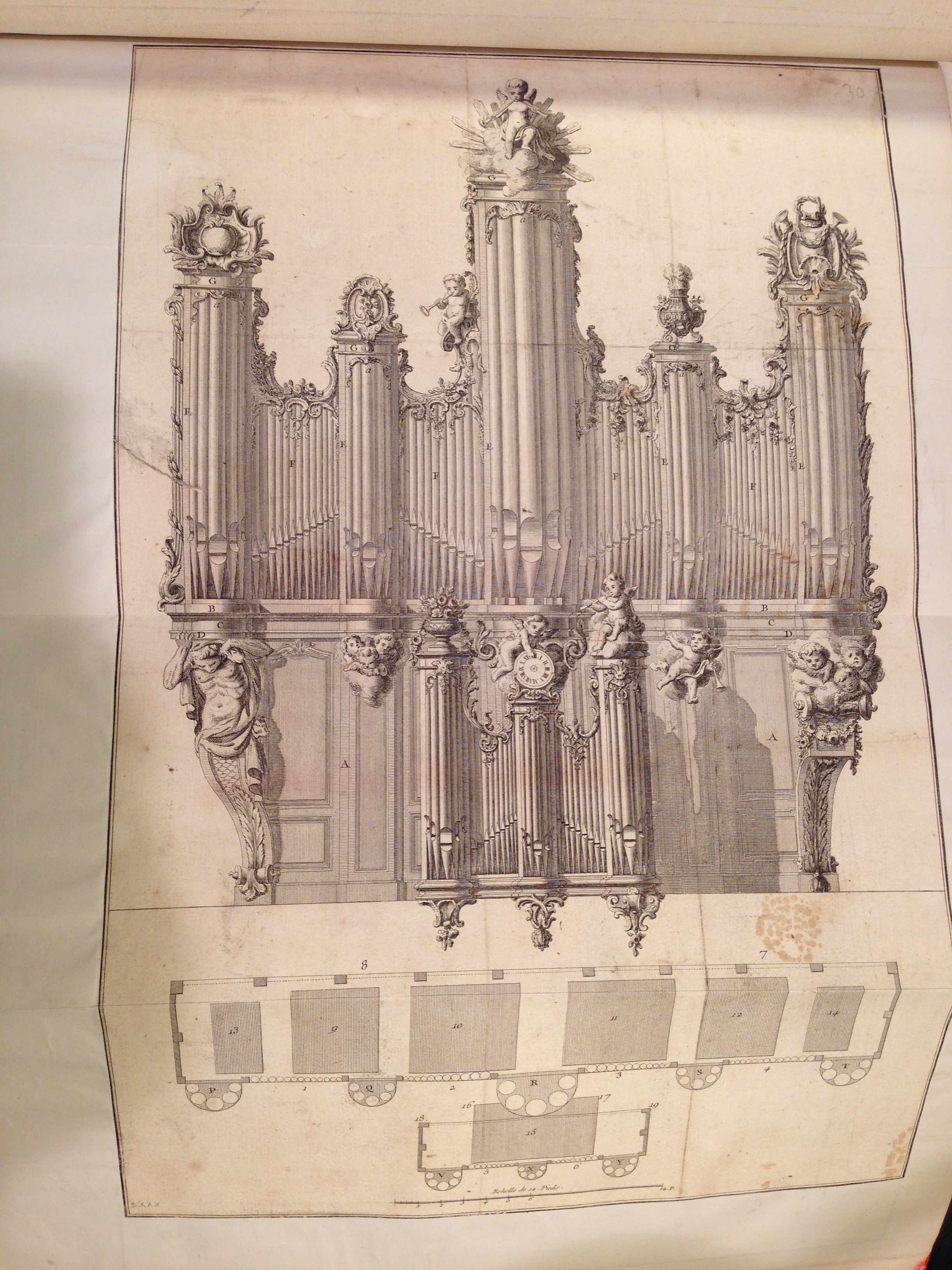
Planche XXX
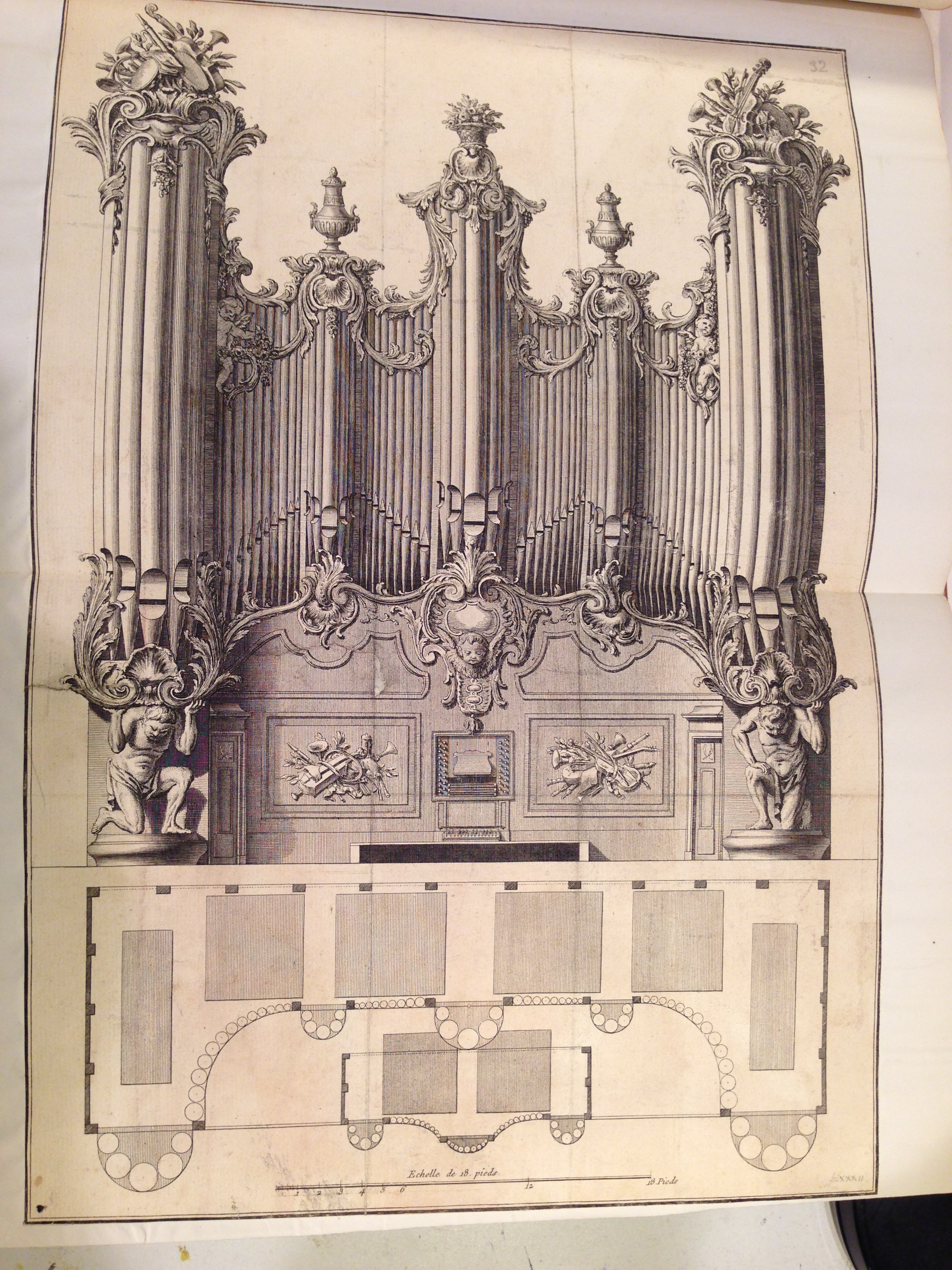
Planche XXXII
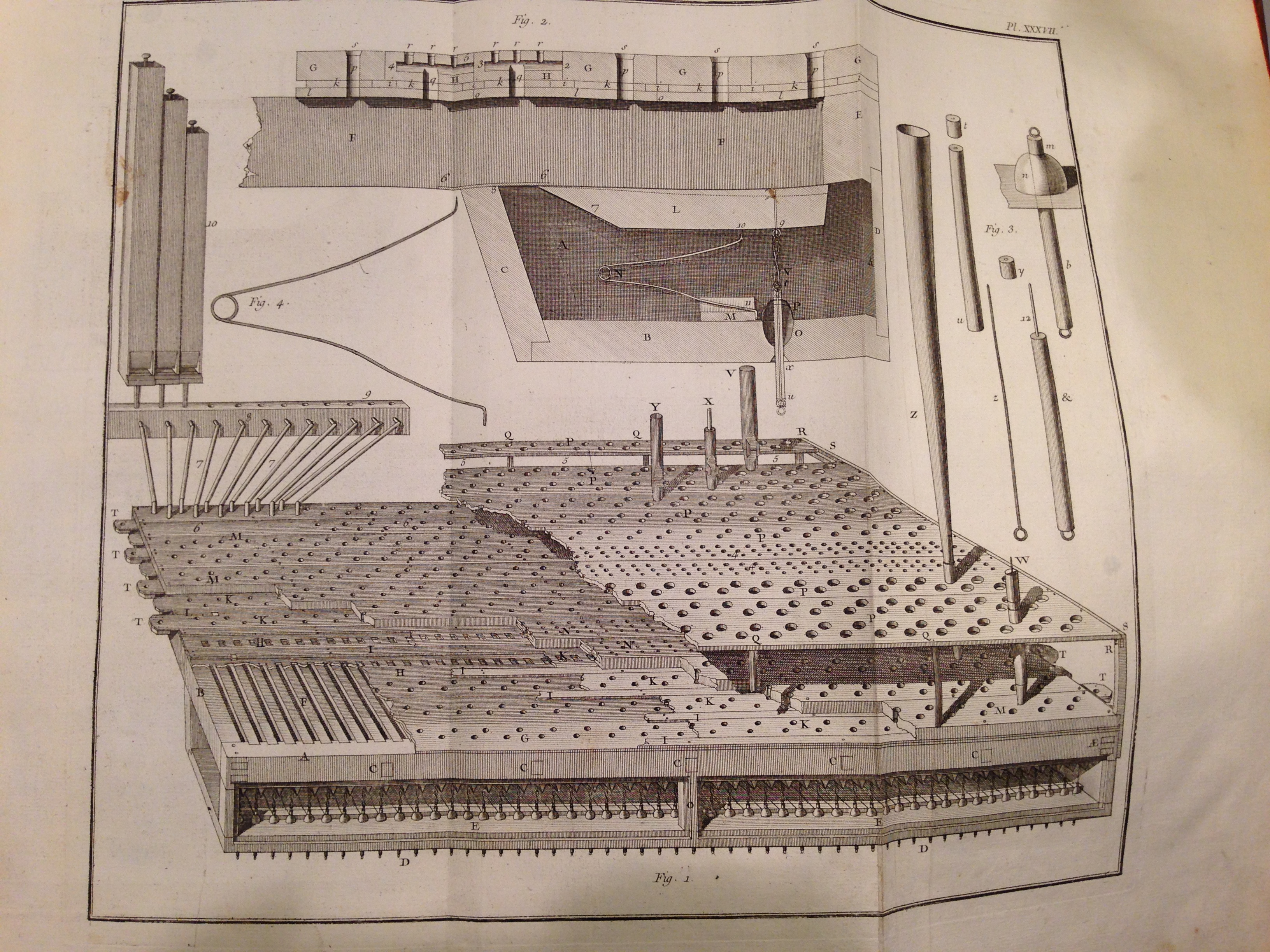
Planche XXXVII
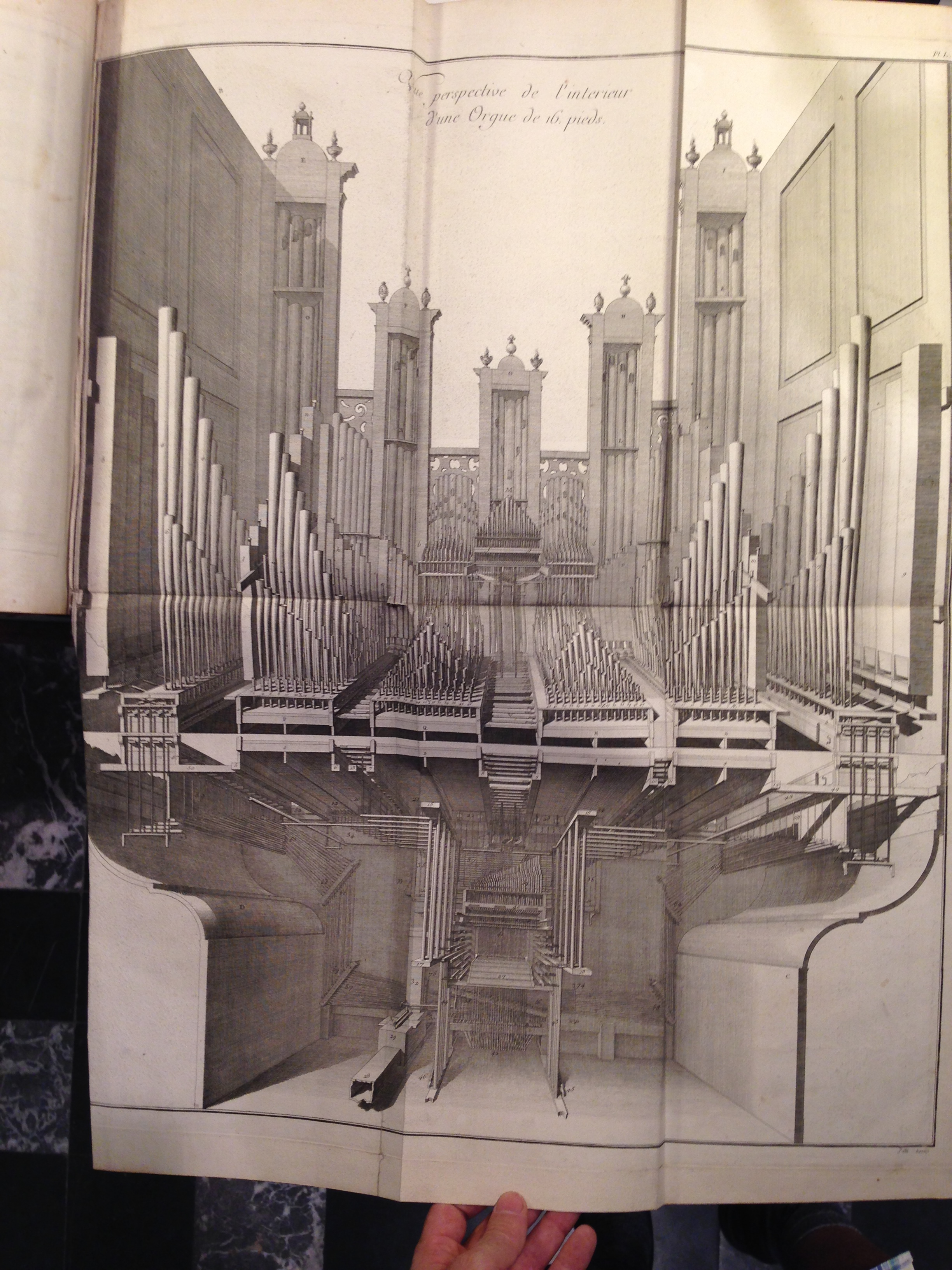
Planche L - Vue perspective de l'intérieur d'une Orgue de 16 pieds.
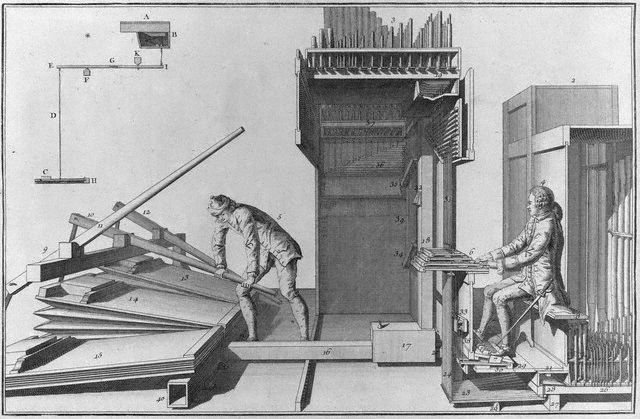
Planche LII